# Ago magnetico
L'ago magnetico è una sottile sbarretta di acciaio magnetizzata, di solito a forma di rombo.
Viene sospesa nel suo baricentro, permettendole di ruotare intorno ad esso e di posizionarsi sulle linee di forza del campo magnetico.

Se vincolato lungo l'asse verticale e lontano da qualsiasi altra forza magnetica, rimane soggetto alla sola forza magnetica terrestre, posizionandosi parallelamente al meridiano terrestre, un estremo sarà rivolto verso nord e si chiamerà polo nord, l'altro polo sud.

## Ago della bussola
L'ago della bussola è un ago magnetico multiplo che viene posto sulla rosa della bussola per orientarla.
È solitamente composto da una parte bianca e da una colorata (nera o rossa).
Essendo magnetizzato si orienta sempre secondo la direzione nord - sud, e per poter ruotare è appoggiato su un perno.